# Строчный трансформатор

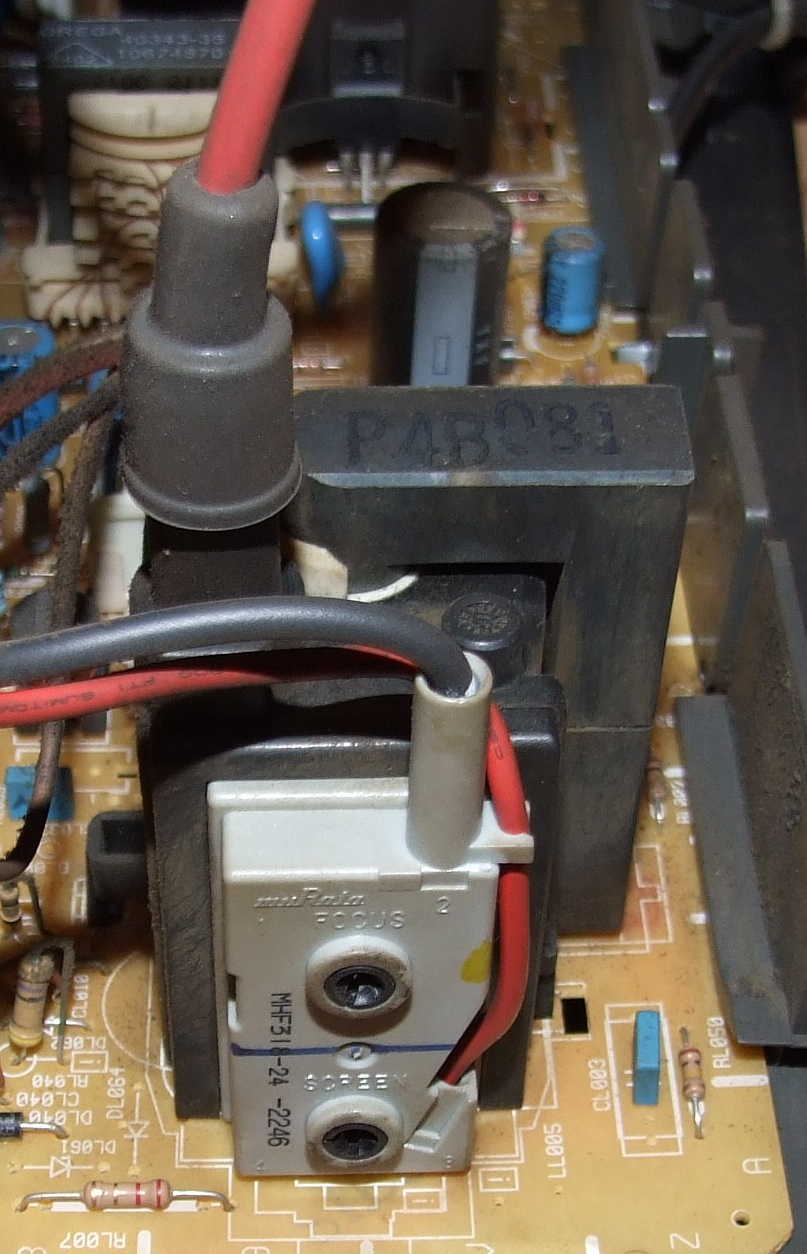
ТДКС

Стро́чный трансформа́тор — компонент блока строчной развёртки телевизора. Служит для формирования высокого напряжения на втором аноде кинескопа и вторичных напряжений: питания цепей накала катода кинескопа, ускоряющего напряжения, питания видеоусилителей. Также он формирует импульсы обратного хода строчной развёртки для работы схемы гашения.
Может представлять собой как обычный трансформатор (ТВС), так и быть выполненным в одном корпусе с выпрямителем  (ТДКС — Трансформатор Диодно-Каскадный Строчный). Также на ТДКС имеются регуляторы фокусирующего и ускоряющего напряжения.